# Adrien Germain
Pour les articles homonymes, voir Germain.
Adrien Charles Adolphe Germain, né le 1er avril 1837 à Saint-Martin-le-Vinoux et mort le 5 juin 1895, est un ingénieur hydrographe de la Marine nationale française.

## Biographie
Adrien Germain entre à Polytechnique en 1856, puis dans le corps des ingénieurs hydrographes le 1er octobre 1858.
En 1867, lorsque le gouvernement français lance une grande campagne hydrographique, Adrien Germain avait fait remarquer une erreur de 6 milles 1/2 sur le méridien intermédiaire de Zanzibar, et une erreur de 3 milles sur celui de La Réunion. En 1871, il commande à une équipe de trois ingénieurs de revoir la cartographie du littoral méditerranéen et de relever les changements depuis la publication des anciennes cartes. Ces travaux mènent à la refonte complète des cartes du littoral français entre l'Italie et l'Espagne, et à la publication de nouveaux plans des embouchures des fleuves, en particulier celle du Rhône. En 1874, il s'oppose catégoriquement à l'adoption d'un méridien d'origine neutre et prêche en faveur du maintien du Méridien de Paris.
Membre de la Société de géographie depuis 1865, il entre en 1876 dans la Commission centrale dont il devient premier vice-président en 1885 et président  en 1886. Adrien Germain s'est fait connaître par de nombreux travaux d'hydrographie et par un traité sur les projections des cartes géographiques pour lequel, en 1868, la Société de géographie lui décernait une médaille d'or.

## Travaux
- Traité des projections des cartes géographiques; représentation plane de la sphère et du sphéroide, Paris, France : Arthus Bertrand, Éditeur ; libraire de la Société de Géographie, 1866.
- Dépôt des cartes et plans de la marine, n°385 : Madagascar (côte orientale) partie comprenant l'île Fong, Tamatave, Foulepointe, Mahambo, Fenerive, Sainte-Marie et Tintingue, Paris : [s.n.] , 1866
- Note sur Zanzibar et la côte orientale de l'Afrique, Paris : [s.n.] , 1868
- Quelques mots sur l'Oman et le sultan de Maskate, Paris : [s.n.] , 1869
- Le premier méridien et la Connaissance des temps, Paris : Société de Géographie , 1875
- Rapport sur la partie de l'exposition de géographie relative à l'hydrographie maritime et sur les travaux du 2e groupe du Congrès international tenu à Paris du 1er au 10 août 1875, Paris : [s.n.] , 1875
- Pilote des côtes sud de France, vues dessinées par A. Germain et F. Hanusse, Paris : Challamel Ainé , 1876
- Traité d'hydrographie: levé et construction des cartes marines, Dépôt des cartes et plans de la marine, Paris : Impr. nationale , 1882
- Instructions nautiques sur les côtes sud de France, 2e édition, Paris : Impr. nationale , 1885
- Notions d'hydrographie expéditive, à l'usage des officiers de marine, 2e édition, revue par M. F. Hanusse / Paris : Impr. nationale , 1904
- Rapport sur l'état de l'embouchure du Rhône et du golfe de Foz en 1872
- Mission hydrographique des côtes sud de France : Rapport sur l'état de l'embouchure du Rhône et du golfe de Foz en 1872, Paris : Lemercier et Cie , [s.d.]
- Catalogue par ordre géographique des cartes, plans, vues de côtes, mémoires, instructions nautiques, etc., qui composent l'hydrographie française au 1er janvier 1892
- Résumé des travaux scientifiques de M. A. Germain, ingénieur hydrographe de la marine, Gauthier-Villars et fils, 1893 - 20 pages, lire en ligne sur Gallica